# 2019年亞洲冬季棒球聯盟
2019年亞洲冬季棒球聯盟（英語：Asia Winter Baseball League 2019），是由中華職棒大聯盟所主辦的第七屆亞洲冬季棒球聯盟賽事，共有三個不同的國家參賽，參賽隊伍分別是中職聯隊、韓職聯隊和日本社會人，在日本職棒方面，改以紅隊和白隊參賽，另外新增中華職棒的新加盟球隊味全龍隊藉由參加冬季聯盟賽事以訓練陣中球員，也使得本屆賽事的隊伍數增為六隊，也是繼2017年亞洲冬季棒球聯盟後再度有六隊的規模，最終由日本社會人拿下本屆賽事的總冠軍。

## 賽制
- 自2019年11月23日起每週七日皆有比賽，全季共56場賽事，包含五場季後賽，每支球隊在例行賽將各出賽十七場，彼此對戰四場比賽。所有日間例行賽事開賽時間均為12:00、夜間例行賽事開賽時間均為18:00， 例行賽（11/23-12/16）採9局制，平手不延長，倘若因天氣因素取消比賽不進行另外補賽。
- 例行賽依勝率決定名次，勝率相同時依對戰勝敗（多勝者贏）、對戰失分率（率低者贏）、預賽失分率（率低者贏）及預賽得分（多者贏）等次序比較決定名次。季後賽以例行賽排名較高者為後攻球隊。
- 第一至第四名排名賽，由例行賽戰績第二名對上例行賽戰績第三名、例行賽戰績第一名對上例行賽戰績第四名，敗者兩隊爭奪季軍、勝者兩隊爭奪冠軍。
- 排名賽、四強賽、及季軍賽若和局或因不可抗力因素而無法進行，則例行賽排名在前者獲勝，冠軍賽若正規九局無法分出勝負，則進入延長賽，無和局；若因不可抗力因素而無法進行，則例行賽排名在前者獲勝。

## 各隊登錄球員

### 中職聯隊
總教練：林威助（中信兄弟）
教練團：石志偉（中信兄弟）、陳皓然（中信兄弟）、李尚儒（中信兄弟）、陳威志（富邦）、林敬民（Lamigo）、林恩宇（中信兄弟）、
　　　　林偉（統一）
投　手：江國謙（Lamigo）、賴智垣（Lamigo）、彭識穎（中信兄弟）、朱益生（富邦）、陳明軒（富邦）、林威志（統一）
　　　　吳俊偉（中信兄弟）、蔡齊哲（中信兄弟）、鄭鈞仁（統一）、方建德（統一）、吳承諭（統一）、楊彬（富邦）
　　　　魏碩成（中信兄弟）、楊達翔（中信兄弟）、吳哲源（中信兄弟）、周磊（中信兄弟）　　
捕　手：柯育民（統一）、廖健富（Lamigo）、吳明鴻（中信兄弟）、戴培峰（富邦）
內野手：潘傑楷（統一）、吳桀睿（統一）、于森旭（富邦）、杜家明（中信兄弟）、江坤宇（中信兄弟）、陳晨威（Lamigo）
外野手：成　晉（Lamigo）、陳文杰（中信兄弟）、林書逸（中信兄弟）、曾頌恩（中信兄弟）、張冠廷（富邦）、王詩聰（富邦）
※備註：統一江亮緯於賽事期間因傷退出，由兄弟外野手林書逸頂替。

### 日職紅隊
總教練：藤本博史（軟銀）
教練團：小山伸一郎（樂天）、森岡良介（養樂多）、辻竜太郎（歐力士）、嶋重宣（西武）、斎藤俊雄（歐力士）、
　　　　佐久本昌広（軟銀）、後藤武敏（樂天）、川村隆史（軟銀）
投　手：清水昇（養樂多）、粟津凱士（西武）、伊藤翔（西武）、引地秀一郎（樂天）、金久保優斗（養樂多）、
　　　　古谷優人（軟銀）、鈴木翔天（樂天）、笠谷俊介（軟銀）、神戸文也（歐力士）、ジュリアス（養樂多）、
　　　　尾形崇斗（軟銀）、重田倫明（軟銀）
捕　手：古賀優大（養樂多）、齊藤誠人（西武）、フェリペ（歐力士）
內野手：山野辺翔（西武）、宜保翔（歐力士）、野村大樹（軟銀）、廣沢伸哉（歐力士）、
　　　　村林一輝（樂天）、吉田大成（養樂多）、砂川リチャード（軟銀）
外野手：小鄉裕哉（樂天）、浜田太貴（養樂多）、川越誠司（西武）、清水陸哉（軟銀）

### 日職白隊
總教練：高田誠（巨人）
教練團：村田修一（巨人）、工藤隆人（中日）、大隣憲司（羅德）、新井良太（阪神）、古城茂幸（巨人）、
　　　　靍岡賢二郎（橫濱）、会田有志（巨人）、藤尾佳史（橫濱）
投　手：馬場皐輔（阪神）、阿知羅拓馬（中日）、畠世周（巨人）、鈴木博志（中日）、原嵩（羅德）、
　　　　横川凱（巨人）、大江竜聖（巨人）、牧丈一郎（阪神）、田中優大（巨人）、與那原大剛（巨人）、
　　　　Remy Cordero（橫濱）、鎌田光津希（羅德）
捕　手：片山雄哉（阪神）、石橋康太（中日）、田中貴也（巨人）
內野手：熊谷敬宥（阪神）、伊藤裕季也（橫濱）、根尾昂（中日）、松田進（羅德）、知野直人（橫濱）、
　　　　増田陸（巨人）、黒田響生（巨人）
外野手：島田海吏（阪神）、加藤脩平（巨人）、山下航汰（巨人）、比嘉賢伸（巨人）
※備註：讀賣巨人隊山下航汰於賽事期間因傷退出，由同隊外野手比嘉賢伸遞補。

### 日本社會人
總教練：石川章夫（東京ガス）
教練團：内川義久（細山田商事）、足達尚人（日本製鉄広畑）、加藤徹（日本製鉄室蘭）、甲元訓（Honda）
投　手：立石悠汰（西部ガス）、岩崎巧（日本製鉄室蘭）、宅和健太郎（NTT西日本）、栗林良吏（トヨタ自動車）、
　　　　藤井聖（JX-ENEOS）、中川一斗（JFE西日本）、岩本喜照（日本新薬）、宮內春輝（日本製紙石巻）、
　　　　菊池大樹（四国銀行）、本田健一郎（JFE東日本）、森田駿哉（Honda鈴鹿）、本田洋平（日本生命）、
　　　　阿部陽登（日立製作所）、近藤凌太（東芝）
捕　手：渡边和哉（JR東日本）、柴田圭輝（東邦ガス）、田畑瑛人（日本製鉄室蘭）、東海林寬大（北海道ガス）、
　　　　辻本勇樹（NTT西日本）、牛場友哉（JR東海）
內野手：古田塁（JFE西日本）、菅野赳門（JR東日本東北）、脇屋直征（JFE西日本）、稻垣誠也（日本通運）、
　　　　北村祥治（トヨタ自動車）、石川裕也（東京ガス）、百目鬼浩太（信越硬式野球クラブ）、前田滉平（王子）、
　　　　萠拔哲哉（JR九州）、中野拓夢（三菱自動車岡崎）、沓掛祥和（トヨタ自動車）、望月直也（トヨタ自動車）、
　　　　矢野幸耶（三菱日立Power System）
外野手：石黑凌（日本製紙石巻）、吉田叡生（Honda）、逢澤峻介（トヨタ自動車）、神鳥猛流（王子）、
　　　　八坂健司（九州三菱自動車）、佐藤竜彦（Honda）、前野幹博（Yamaha）、向山基生（NTT東日本）、
　　　　長澤壮徒（NTT東日本）

### 韓職聯隊
總教練：朴治王（尚武）
教練團：朴鐘皓（尚武）、李允在（尚武）、趙在浩（尚武）、李承浩（尚武）、金基男（尚武）、地在玉（尚武）
投　手：沈昌珉（尚武）、金載雄（英雄）、李度炫（尚武）、韓善泰（LG）、孫東賢（KT）、李昇眞（SK）、
　　　　崔珉準（尚武）、金昇賢（三星）、朴允哲（韓華）、李宇錫（NC）、李承官（尚武）、金勝範（起亞）、
　　　　金弦（樂天）
捕　手：權正雄（尚武）、金載顯（尚武）、金準兌（樂天）
內野手：高明星（KT）、朴成韓（尚武）、都太勳（尚武）、安尚鉉（SK）、盧施煥（韓華）、梁碩桓（尚武）、
　　　　孔旻奎（三星）
外野手：洪現彬（尚武）、李在栗（尚武）、趙修行（尚武）、洧長赫（韓華）、朴承奎（三星）

### 味全龍隊
總教練：葉君璋
教練團：黃煚隆、安德魯、張立帆、張泰山、川崎宗則、陳志偉、郭勝安、邱世杰
投　手：森榮鴻、李宇翔、劉宇鈞、歐耀宗、曾柏融、郭郁政、徐若熙、吳俊杰、
　　　　廖任磊、蔡明憲、莊玉彬、劉家愷、陳良志、呂偉晟、林旺億、黃東淯、
　　　　陳冠偉、林子昱、巴里歐茲、威　亞、威爾森、歳内宏明
捕　手：全浩瑋、魏　全、牛塏曄
內野手：歐　晉、張皓緯、黃柏豪、吳睿勝、李凱威、張政禹、曾傳昇、張祐銘、
　　　　劉基鴻、川崎宗則、朱祥麟
外野手：林孝程、郭天信、林驛騰、吳宗峻、林旺衛、高淮安、陳震洋、洪瑋漢
※備註：廖任磊僅為代表球隊參賽，並非味全龍隊正式合約球員。

## 例行賽成績
| 排名 | 球隊       | 賽 | 勝 | 和 | 敗 | 勝率 | 勝差 |
| 1    | 日職紅隊   | 15 | 9  | 3  | 3  | .750 | -    |
| 2    | 日本社會人 | 15 | 8  | 3  | 4  | .667 | 1    |
| 3    | 味全龍     | 15 | 7  | 2  | 6  | .538 | 2.5  |
| 4    | 中職聯隊   | 15 | 7  | 0  | 8  | .467 | 3.5  |
| 5    | 日職白隊   | 15 | 5  | 1  | 9  | .357 | 5    |
| 6    | 韓職聯隊   | 15 | 4  | 1  | 10 | .286 | 6    |

- 12/05，12/06六隊比賽因雨取消。

## 季後賽成績

### 第五、六名排名賽
| 韓職聯隊                                                                                   | 1 | 0 | 0 | 1 | 0 | 1 | 0 | 0 | 0 | 3 | 7 | 1 |
| 日職白隊                                                                                   | 0 | 0 | 0 | 1 | 1 | 0 | 0 | 1 | x | 3 | 7 | 0 |
| 全壘打： 韓職聯隊：無 日職白隊：島田海吏 觀眾人數： 236人 比賽時間：3小時05分鐘 比賽總記錄 |   |   |   |   |   |   |   |   |   |   |   |   |

### 四強賽
| 中職聯隊 | 2 | 0 | 0 | 0 | 0 | 0 | 0 | 0 | 0 | 2 | 4  | 1 |
| 日職紅隊 | 5 | 0 | 1 | 0 | 0 | 0 | 0 | 1 | x | 7 | 12 | 2 |
| 勝投： 伊藤翔 敗投： 楊彬 全壘打： 中職聯隊：無 日職紅隊：川越誠司 觀眾人數： 718人 比賽時間：3小時02分鐘 比賽總記錄 |   |   |   |   |   |   |   |   |   |   |    |   |

| 味全龍 | 0 | 2 | 0 | 0 | 0 | 0 | 0 | 0 | 0 | 2 | 4 | 3 |
| 日本社會人 | 0 | 0 | 2 | 0 | 2 | 0 | 0 | 0 | x | 4 | 8 | 0 |
| 勝投： 森田駿哉 敗投： 巴里歐茲 全壘打： 味全龍：無 日本社會人：無 觀眾人數： 729人 比賽時間：2小時28分鐘 比賽總記錄 |   |   |   |   |   |   |   |   |   |   |   |   |

### 季軍賽
| 中職聯隊 | 0 | 0 | 0 | 0 | 0 | 0 | 0 | 0 | 0 | 0 | 6  | 1 |
| 味全龍 | 0 | 0 | 3 | 0 | 1 | 2 | 1 | 0 | x | 7 | 12 | 0 |
| 勝投： 徐若熙 敗投： 吳承諭 全壘打： 中職聯隊：無 味全龍：李凱威 觀眾人數： 926人 比賽時間：3小時10分鐘 比賽總記錄 |   |   |   |   |   |   |   |   |   |   |    |   |

### 冠軍賽
| 日本社會人 | 0 | 0 | 0 | 3 | 0 | 0 | 1 | 0 | 0 | 4 | 8 | 2 |
| 日職紅隊 | 0 | 0 | 0 | 2 | 0 | 0 | 0 | 0 | 0 | 2 | 6 | 0 |
| 勝投： 岩本喜照 敗投： 清水昇 全壘打： 日本社會人：長澤壯徒 日職紅隊：無 觀眾人數： 382人 比賽時間：3小時16分鐘 比賽總記錄 |   |   |   |   |   |   |   |   |   |   |   |   |

## 最終排名
| 排名 | 隊伍       |
| ---- | ---------- |
|      | 日本社會人 |
|      | 日職紅隊   |
|      | 味全龍     |
| 4    | 中職聯隊   |
| 5    | 日職白隊   |
| 6    | 韓職聯隊   |

## 外部連結
- 2019年亞洲冬季棒球聯盟在台灣棒球維基館上的頁面（繁體中文）
- 亞洲冬季棒球聯盟官方網站（页面存档备份，存于）